# L'Huisserie
L'Huisserie est une commune française, située dans le département de la Mayenne en région Pays de la Loire, peuplée de 4 554 habitants. Elle constitue à elle seule une unité urbaine.
La commune fait partie de la province historique du Maine et se situe dans le Bas-Maine.

## Géographie

### Communes limitrophes
| Laval, Montigné-le-Brillant | Laval             | Laval     |
| Montigné-le-Brillant        | L'Huisserie       | Entrammes |
| Nuillé-sur-Vicoin           | Nuillé-sur-Vicoin | Entrammes |

### Géologie
La commune repose sur le bassin houiller de Laval daté du Culm, du Viséen supérieur et du Namurien (daté entre -346 et -315 millions d'années),.

### Climat
Pour des articles plus généraux, voir Climat des Pays de la Loire et Climat de la Mayenne.
En 2010, le climat de la commune est de type climat océanique altéré, selon une étude du CNRS s'appuyant sur une série de données couvrant la période 1971-2000. En 2020, Météo-France publie une typologie des climats de la France métropolitaine dans laquelle la commune est exposée à un climat océanique et est dans une zone de transition entre les régions climatiques « Bretagne orientale et méridionale, Pays nantais, Vendée » et « Moyenne vallée de la Loire ». 
Pour la période 1971-2000, la température annuelle moyenne est de 11,2 °C, avec une amplitude thermique annuelle de 13,8 °C. Le cumul annuel moyen de précipitations est de 755 mm, avec 12,3 jours de précipitations en janvier et 6,7 jours en juillet. Pour la période 1991-2020, la température moyenne annuelle observée sur la station météorologique de Météo-France la plus proche, « Laval-Etronnier », sur la commune de Laval à 5 km à vol d'oiseau, est de 11,9 °C et le cumul annuel moyen de précipitations est de 757,1 mm,. Pour l'avenir, les paramètres climatiques de la commune estimés pour 2050 selon différents scénarios d'émission de gaz à effet de serre sont consultables sur un site dédié publié par Météo-France en novembre 2022.

## Urbanisme

### Typologie
Au 1er janvier 2024, L'Huisserie est catégorisée bourg rural, selon la nouvelle grille communale de densité à sept niveaux définie par l'Insee en 2022. Elle appartient à l'unité urbaine de L'Huisserie, une unité urbaine monocommunale constituant une ville isolée,. Par ailleurs la commune fait partie de l'aire d'attraction de Laval, dont elle est une commune de la couronne,. Cette aire, qui regroupe 66 communes, est catégorisée dans les aires de 50 000 à moins de 200 000 habitants,.

### Occupation des sols
L'occupation des sols de la commune, telle qu'elle ressort de la base de données européenne d’occupation biophysique des sols Corine Land Cover (CLC), est marquée par l'importance des territoires agricoles (70,5 % en 2018), en diminution par rapport à 1990 (74,6 %). La répartition détaillée en 2018 est la suivante : prairies (34,8 %), terres arables (24,2 %), forêts (15,8 %), zones urbanisées (12,9 %), zones agricoles hétérogènes (11,4 %), espaces verts artificialisés, non agricoles (0,9 %). L'évolution de l’occupation des sols de la commune et de ses infrastructures peut être observée sur les différentes représentations cartographiques du territoire : la carte de Cassini (XVIIIe siècle), la carte d'état-major (1820-1866) et les cartes ou photos aériennes de l'IGN pour la période actuelle (1950 à aujourd'hui).

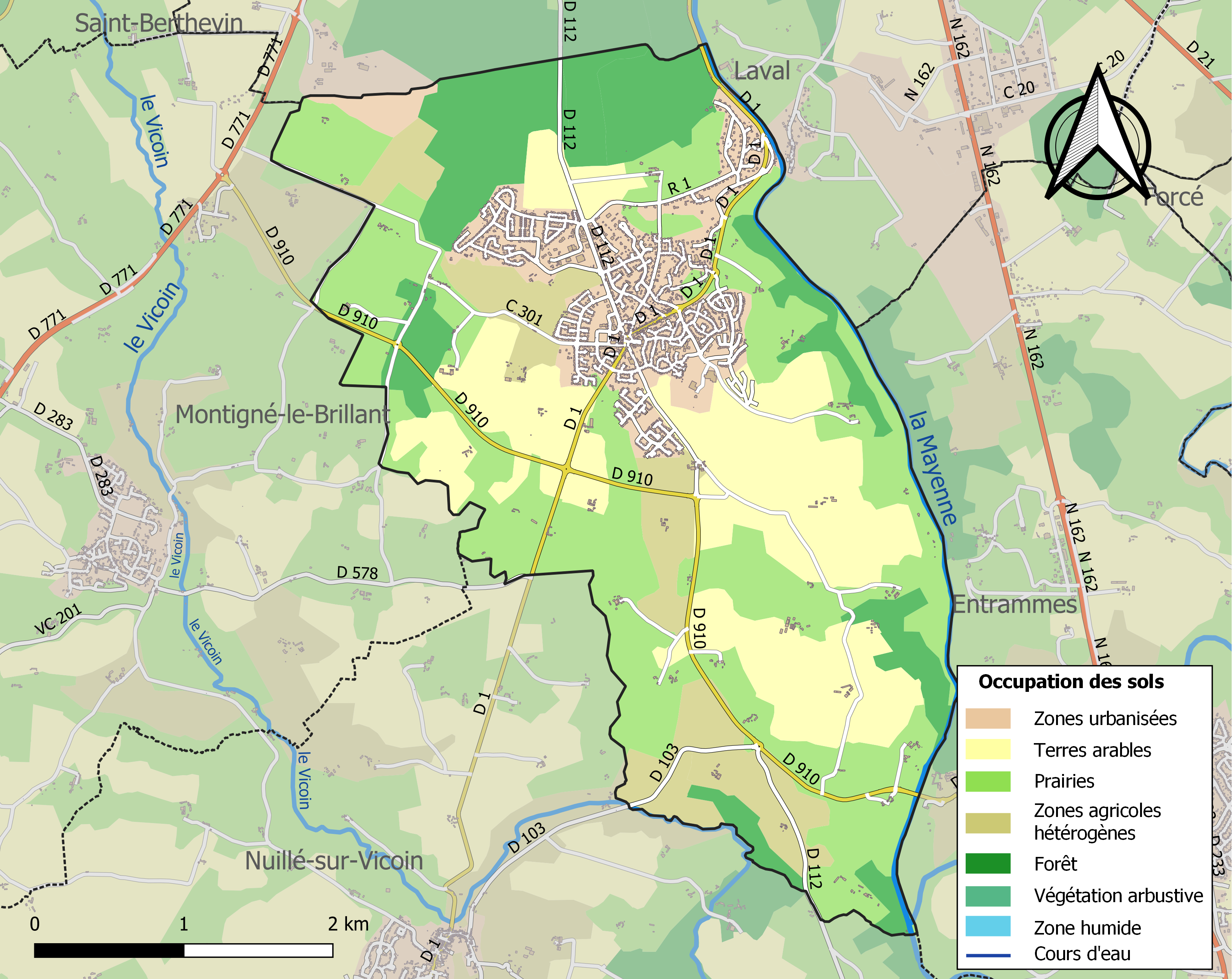
Carte des infrastructures et de l'occupation des sols de la commune en 2018 (CLC).

## Toponymie
Le nom de la localité est attesté sous la forme Hostiara en 1421. L'origine du toponyme est incertaine. Il pourrait s'agir de l'ancien français huisserie, « porte », peut-être dû à l'originalité de l'entrée d'une habitation,, ou le lieu de résidence de la famille Huissier.
Le gentilé est Huissérien.

## Histoire
Les mines de charbon ont ouvert vers 1823. Elles ont été fermées en 1923,.

## Politique et administration

### Administration municipale
| Période                                  | Période    | Identité           | Étiquette    | Qualité |
| ---------------------------------------- | ---------- | ------------------ | ------------ | --- |
| 1808                                     | 1818       | Augustin Raffin    |              | |
| Les données manquantes sont à compléter. |            |                    |              | |
| 1832                                     | 1846       | François Gontier   |              | |
| 1846                                     | 1878       | Ernest Le Lasseux  |              | Avocat, propriétaire Député de la Mayenne (1871 → 1876) Conseiller général de Grez-en-Bouère (1861 → 1878)       |
| Les données manquantes sont à compléter. |            |                    |              | |
| 1903                                     |            | M. Boissel         |              | |
| Les données manquantes sont à compléter. |            |                    |              | |
| avant 1925                               | après 1939 | Édouard Garry      |              | |
| 1947                                     | mars 1971  | Constant Jeudy     | SE           | Agriculteur, propriétaire terrien                                                                                |
| mars 1971                                | juin 1995  | Paul Briand        | SE           | Menuisier |
| juin 1995                                | mars 2014  | Christian Briand   | DVG          | Responsable de service Vice-président de Laval Agglo                                                             |
| mars 2014                                | mai 2020   | Jean-Marc Bouhours | DVG          | Professeur en lycée professionnel Adjoint au maire (1995 → 2014) 10e vice-président de Laval Agglo (2014 → 2020) |
| mai 2020                                 | En cours   | Jean-Pierre Thiot  | DVD puis HOR | Cadre réserviste de l'armée de l'air                                                                             |

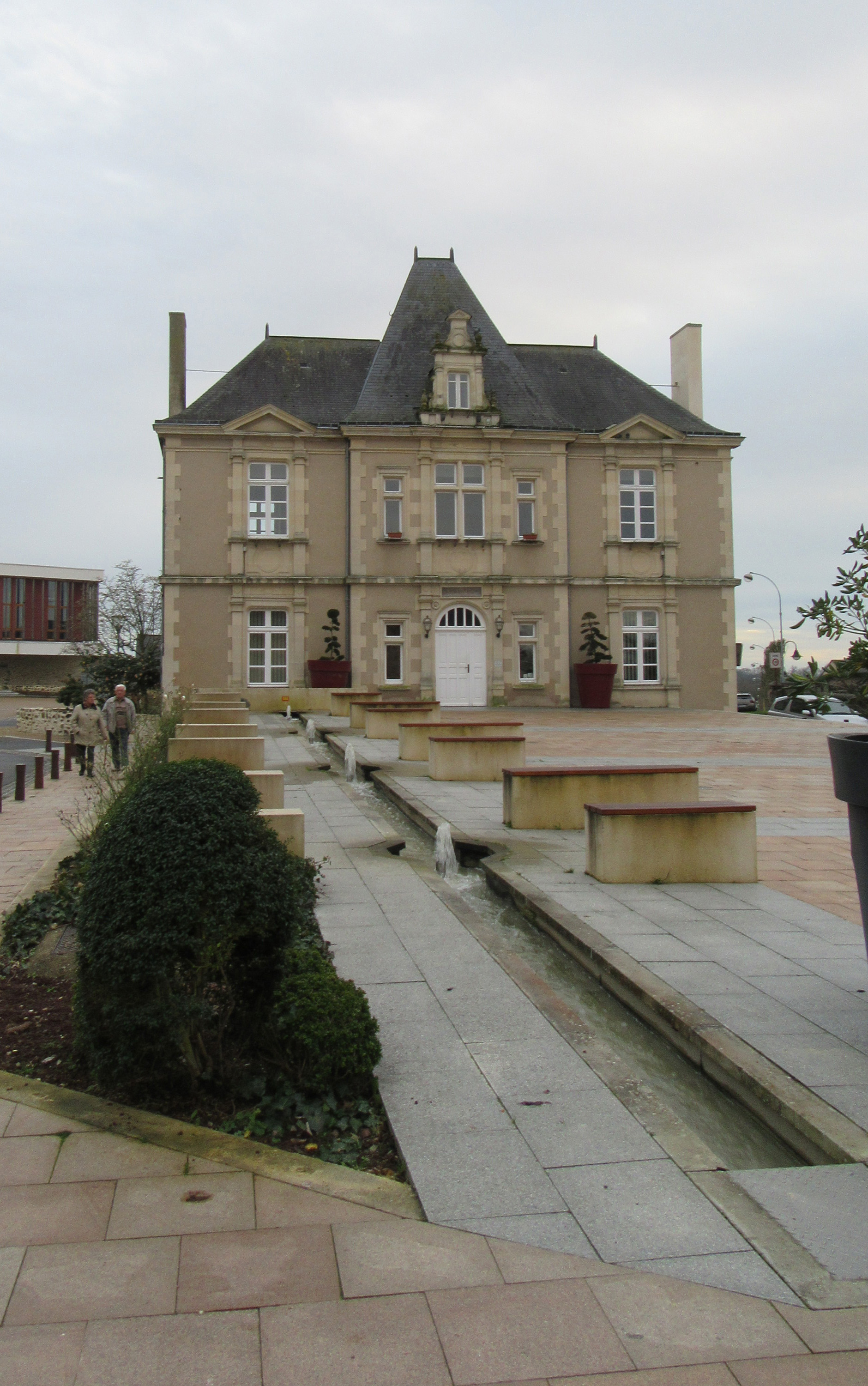
L'hôtel de ville.

Le conseil municipal est composé de vingt-sept membres dont le maire et huit adjoints.

### Jumelages
- Kolbingen (Allemagne) depuis 1975.

## Population et société

### Démographie
L'évolution du nombre d'habitants est connue à travers les recensements de la population effectués dans la commune depuis 1793. Pour les communes de moins de 10 000 habitants, une enquête de recensement portant sur toute la population est réalisée tous les cinq ans, les populations de référence des années intermédiaires étant quant à elles estimées par interpolation ou extrapolation. Pour la commune, le premier recensement exhaustif entrant dans le cadre du nouveau dispositif a été réalisé en 2008.
En 2022, la commune comptait 4 554 habitants, en évolution de +8,09 % par rapport à 2016 (Mayenne : −0,73 %, France hors Mayotte : +2,11 %).
| 1793 | 1800 | 1806 | 1821 | 1831 | 1836 | 1841 | 1846 | 1851 |
| ---- | ---- | ---- | ---- | ---- | ---- | ---- | ---- | ---- |
| 710  | 499  | 679  | 676  | 716  | 730  | 740  | 768  | 811  |

| 1856 | 1861  | 1866  | 1872  | 1876  | 1881  | 1886  | 1891 | 1896  |
| ---- | ----- | ----- | ----- | ----- | ----- | ----- | ---- | ----- |
| 952  | 1 173 | 1 123 | 1 115 | 1 183 | 1 036 | 1 070 | 976  | 1 001 |

| 1901 | 1906 | 1911 | 1921 | 1926 | 1931 | 1936 | 1946 | 1954 |
| ---- | ---- | ---- | ---- | ---- | ---- | ---- | ---- | ---- |
| 962  | 950  | 855  | 829  | 699  | 680  | 692  | 699  | 727  |

| 1962 | 1968 | 1975  | 1982  | 1990  | 1999  | 2006  | 2008  | 2013  |
| ---- | ---- | ----- | ----- | ----- | ----- | ----- | ----- | ----- |
| 732  | 812  | 1 651 | 2 290 | 2 863 | 3 592 | 3 862 | 3 940 | 4 197 |

| 2018  | 2022  | - | - | - | - | - | - | - |
| ----- | ----- | - | - | - | - | - | - | - |
| 4 275 | 4 554 | - | - | - | - | - | - | - |

### Activité, labels et manifestations

#### Labels
La commune est une ville fleurie (deux fleurs) au concours des villes et villages fleuris.

#### Sports
L'Association Sport et Loisirs de L'Huisserie Football fait évoluer trois équipes de football en divisions de district.
L'Association L'Huisserie Handball fait évoluer une équipe de handball de -18 ans masculine (convention Union Sud Mayenne), dans le championnat national.

## Économie

### Commerces
Boulangerie, coiffeurs, banque, poste, charcutier, pharmacie, restaurant, pizzeria et d'autres commerces sont installés à L'Huisserie.

## Culture locale et patrimoine

### Lieux et monuments

#### L'église Saint-Siméon
L'église Saint-Siméon, fondée au XIe siècle, fait partie des édifices historiques de la région de Laval. Elle abrite la statuette de saint Siméon, le saint patron de cette église.

#### Châteaux
Trois châteaux du XIXe siècle sont situés sur le territoire : 
- le château de la Houssaie ;
- le château de la Bonne Métrie ;
- le château de la Morlière.

#### Autres monuments
- Menhir du Haut Fougeray.
- Pont de Port Rhingeard.
- Plusieurs vestiges miniers subsistent, notamment les ruines du bâtiment de la machine d'extraction du puits de l'Angerie[5].

### Personnalités liées à la commune
- François Vignier (XVIIe siècle) a habité au Boulay, sur le territoire de L'Huisserie.
- Pierre Mongazon (1773 à L'Huisserie - 1820), chef chouan.
- Ernest Le Lasseux (1816-1878), homme politique, député, maire de L'Huisserie.
- Yves Dreux (né en 1957), entraîneur et driver de trotteurs, est installé à L'Huisserie.
- Pierre-Emerick Aubameyang (né en 1989 à Laval), footballeur international franco-gabonais, a grandi à L'Huisserie, dont une partie de sa famille y est encore installée.

### Héraldique
| Blason de Huisserie (L’) | Blason  | De gueules à la porte de ville crénelée d'or et ouverte du champ; au chef d'or chargé de trois sapins de sinople. Devise / Cri« Bienvenue - fidélité » |
| Blason de Huisserie (L’) | Détails | Le statut officiel du blason reste à déterminer. |